# Evropsko poveljstvo Združenih držav Amerike
Evropsko poveljstvo Združenih držav Amerike (angleško United States European Command; kratica USEUCOM) je poveljstvo, ki usmerja in vodi vse ameriške oborožene sile v Evropi, Aziji in na Bližnjem vzhodu (93 držav). 

## Zgodovina
Poveljstvo je bilo ustanovljeno 1. avgusta 1952.